# III. Lipót osztrák őrgróf
III. (Szent) Lipót (Melk, 1073. szeptember 29. – Klosterneuburg, 1136. november 15.) Babenberg-házi osztrák őrgróf 1095 és 1136 között, Ausztria, Bécs, Alsó-Ausztria és Szent Flóriánnal együtt Felső-Ausztria védőszentje.

## Élete
II. Lipót és Formbach-Ratelnberg Ida gyermekeként született 1073-ban. Kétszer házasodott meg. Első felesége valószínűleg a von Perg családból származott és 1105-ben halt meg. Második felesége, Ágnes V. Henrik német-római császár özvegy nővére volt. Ez a kapcsolat a száli frank dinasztiával megnövelte a Babenberg-ház jelentőségét, ami nagyrészt annak köszönhető, hogy Ágnes nagy befolyással bírt előző házasságából származott fiára, a későbbi III. Konrád német-római császárra.
Lipótot „Princeps Terrae” (durva fordításban „a föld hercege”) névvel is illették területi szuverenitására utalva. Fokozott figyelemmel kísérte az 1125-ös császárválasztást, de tekintélye egyre inkább csökkent.
III. Lipót a városépítésről és az ország fejlesztéséről is ismert. Többek között az ő nevéhez fűződik Klosterneuburg alapítása is (1108). Erről az eseményről szól az a legenda, amely elmeséli, hogy Szűz Mária megjelent az őrgrófnak, és elvezette arra a helyre, ahol megtalálta felesége egy évvel korábban elvesztett fátylát. A jelenés tiszteletére emelte azon a helyen Lipót a klosterneuburgi monostort. Később a települést kiterjesztve, itt rendezte be a központját is.

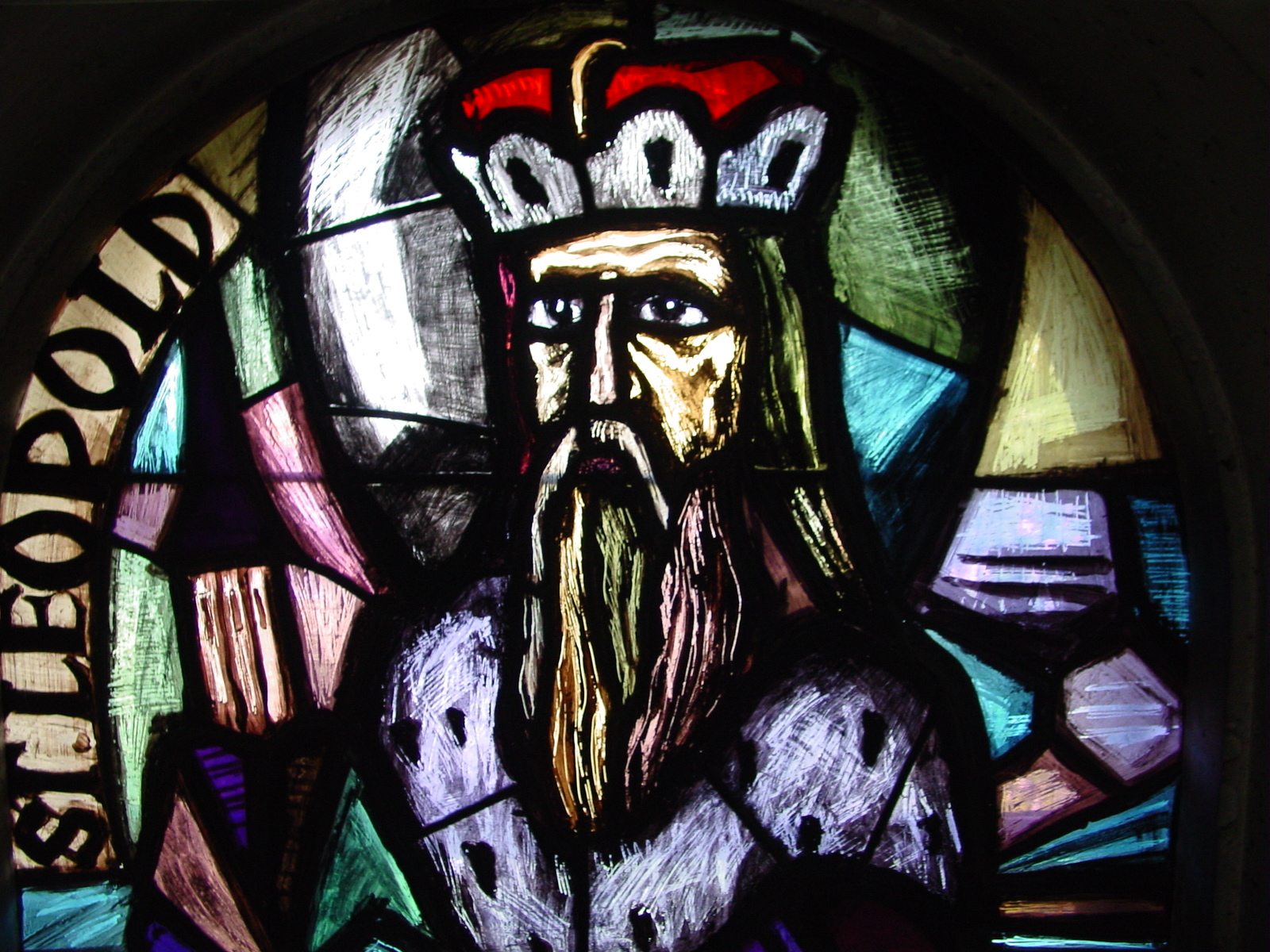
III. Lipót

Monostorokat alapított még Heiligenkreuzban, Kleinmariazellben és Seitenstettenben, amelyet nagyrészt egy hatalmas kiterjedésű erdőség vesz körül. Ezen egyházépítő munkája eredményeként és Hunyadi Mátyás anyagi segítségével avatták szentté 1485-ben.
A városfejlesztés támogatásának tipikus példája Bécs, Klosterneuburg és Krems.
Az általa alapított klosterneuburgi monostorban temették el. Koponyáját egy díszes ereklyetartóban őrzik, egy főhercegi koronával a homlokán.
Névrokona, I. Lipót német-római császár uralkodása alatt lett Ausztria védőszentje Szent Kálmán helyett.

## Ünnepe
Ünnepét november 15-én tartják. Ez Bécsben és Alsó-Ausztriában iskolaszüneti, de nem munkaszüneti nap.

## Gyermekei
Első házasságából:
- Adalbert (? – 1138)

Második házasságából, Németországi Ágnestől, I. Frigyes sváb herceg özvegyétől:
- II. (Jasomirgott) Henrik (1107–1177)
- IV. Lipót osztrák őrgróf (1108 körül – 1141)
- Ágnes (1108/13 körül – 1157), II. Ulászló lengyel fejedelem felesége
- Ernő
- Freisingi Ottó (1114 körül – 1158), püspök és történetíró
- Jutta, Liutold plaini gróf felesége
- Konrád (1115 körül – 1168), Passau püspöke
- Judit (1115/20 körül – 1168 után), V. Vilmos monteferrati őrgróf felesége
- Gertrúd (1118 körül – 1150), II. Ulászló cseh fejedelem felesége
- Erzsébet (1123 körül – 1143), II. Hermann winzenburgi gróf felesége
- Berta (1124 körül – 1160 körül), III. Henrik regensburgi gróf felesége

A Klosterneuburgi Krónika tanúsága szerint még több mint hét gyermeke volt, ám ők valószínűleg korán meghaltak.
| Előző uralkodó: II. Lipót | Ausztria őrgrófja 1095 – 1136 | Következő uralkodó: IV. Lipót |